# Барышников, Иван Иванович
Иван Иванович Барышников (30 декабря 1749 (10 января 1750) — 12 (24) ноября 1834) — родоначальник новой дворянской ветви рода Барышниковых. Род был записан в I часть родословной книги Смоленской губернии.

## Биография
Сын Ивана Сидоровича Барышникова (1725—1784). В 1770 году был произведен в титулярные советники, а в 1774 году определён на военную службу. Спустя десять лет, после смерти отца, 19 марта 1784 года вышел в отставку майором артиллерии и в том же году, 13 июня, был пожалован дворянским достоинством.
Его отец к концу жизни на торговле хлебом составил состояние в четыре тысячи крепостных и полмиллиона рублей: в Семилетней войне он, будучи маркитантом, поставлял провиант армии генерал-фельдмаршала С. Ф. Апраксина. «Более застенчивый, нежели предприимчивый», Иван Иванович Барышников прекратил откупные дела отца и занялся «устройством имений своих, заведением хуторов, но всего более и с особенным знанием дела и любовию родовыми постройками». В Москве по его заказу была построена Матвеем Казаковым усадьба на Мясницкой улице (д. 42). Другая его известная усадьба — Алексино — находилась в Смоленской губернии, недалеко от Дорогобужа; там находился его конный завод (другой — был в Николо-Погорелом). Лошадей поставляли военному ведомству.
Солидный доход Барышникову приносили торговля хлебом, садоводство, аренда мельниц, бондарное дело (производство деревянных бочек); он владел бумажной, суконной и стекольной фабриками, кожевенным заводом.
Долгое время он не был женат и уже в преклонном возрасте, в 40 лет, женился на юной дочери московского богатого купца Елизавете Ивановне Яковлевой. Как вспоминал их сын Андрей Иванович Барышников: «Мать моя умная, деятельная хозяйка, несколько вспыльчивая и заносчивая, но с ней отец мой жил хорошо». Она родила ему тринадцать детей, из которых выжили два сына и пять дочерей. Старший сын умер ещё при жизни отца — в 1829 году. Другой сын — Андрей Иванович Барышников (1801—1867) — служил адъютантом главнокомандующего второй армии генерал-фельдмаршала графа П. Х. Витгенштейна; в 1834 году вышел в отставку в чине полковника. Он значительно пополнил художественную коллекцию отца, поскольку много путешествовал за границей и имел возможность покупать понравившиеся произведения искусства. Из дочерей наибольшую известность приобрели Варвара, вышедшая замуж за Гавриила Петровича Ершова; Софья (1797—1862) — жена Ильи Андреевича Баратынского; и младшая — Анна, вышедшая замуж за подполковника Степана Бегичева, который стал хозяином московской усадьбы Барышниковых. Последние наследницы имения Алексино, вдова Андрея Ивановича — Христина с внучкой Марией, вели собирательскую, хранительскую и просветительскую деятельность. Христина организовала художественную вышивальную мастерскую, изделия которой были представлены на Всероссийской кустарной выставке в 1912—1913 гг. В 1913 году сёстрами была построена двухэтажная кирпичная школа для крестьянских детей; в 1914 году — каменная больница.
И. И. Барышников был одним из крупнейших коллекционеров картин того времени: в его картинной галерее были произведения Брюллова, Левицкого и даже Рафаэля. В имении Алексино работала школа крепостных художников, был создан оркестр из крепостных музыкантов. Для семьи Барышникова более 15 лет рисовал портреты В. А. Тропинин:

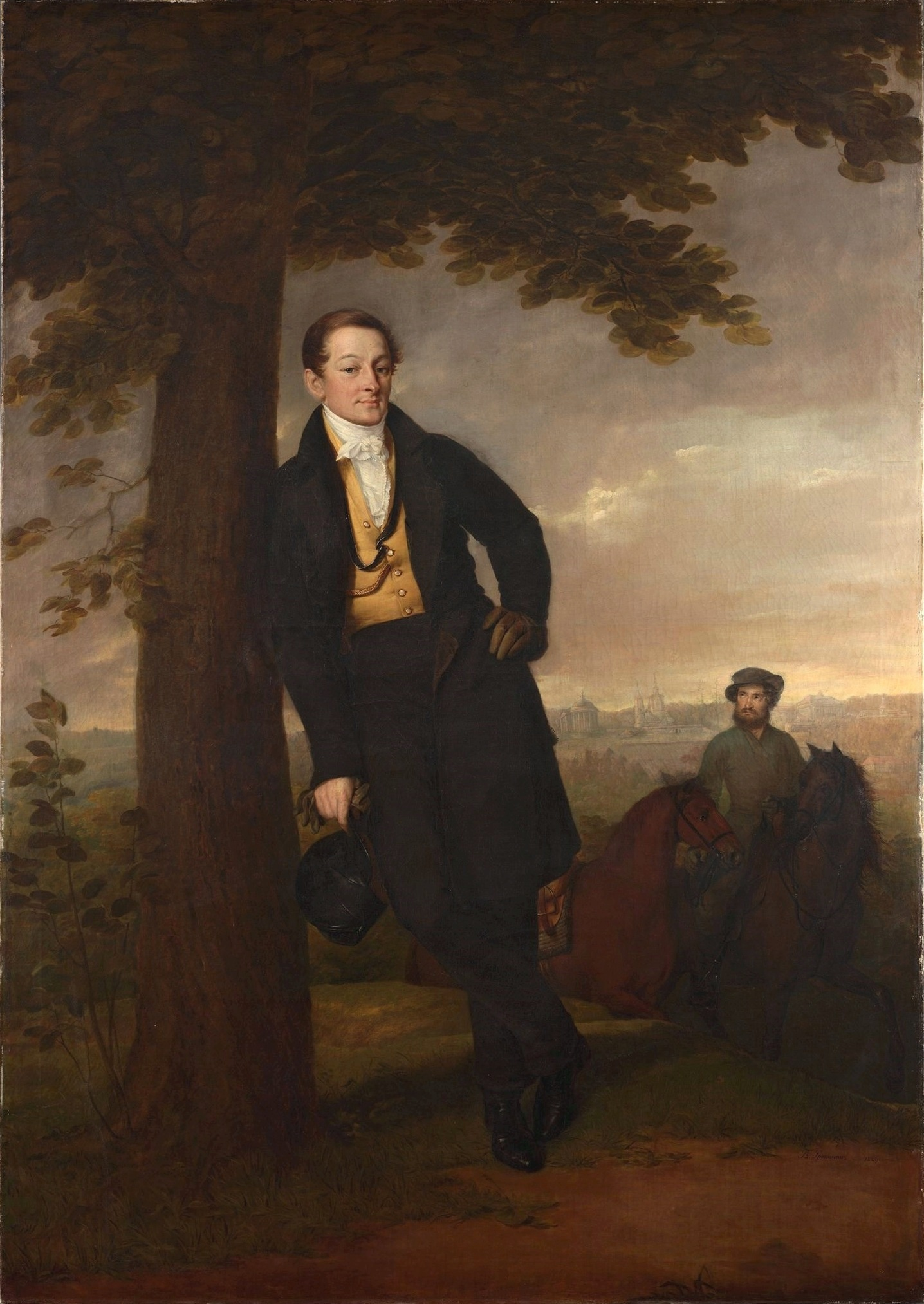
Андрей Иванович Барышников (1803–1867). 1829 г.
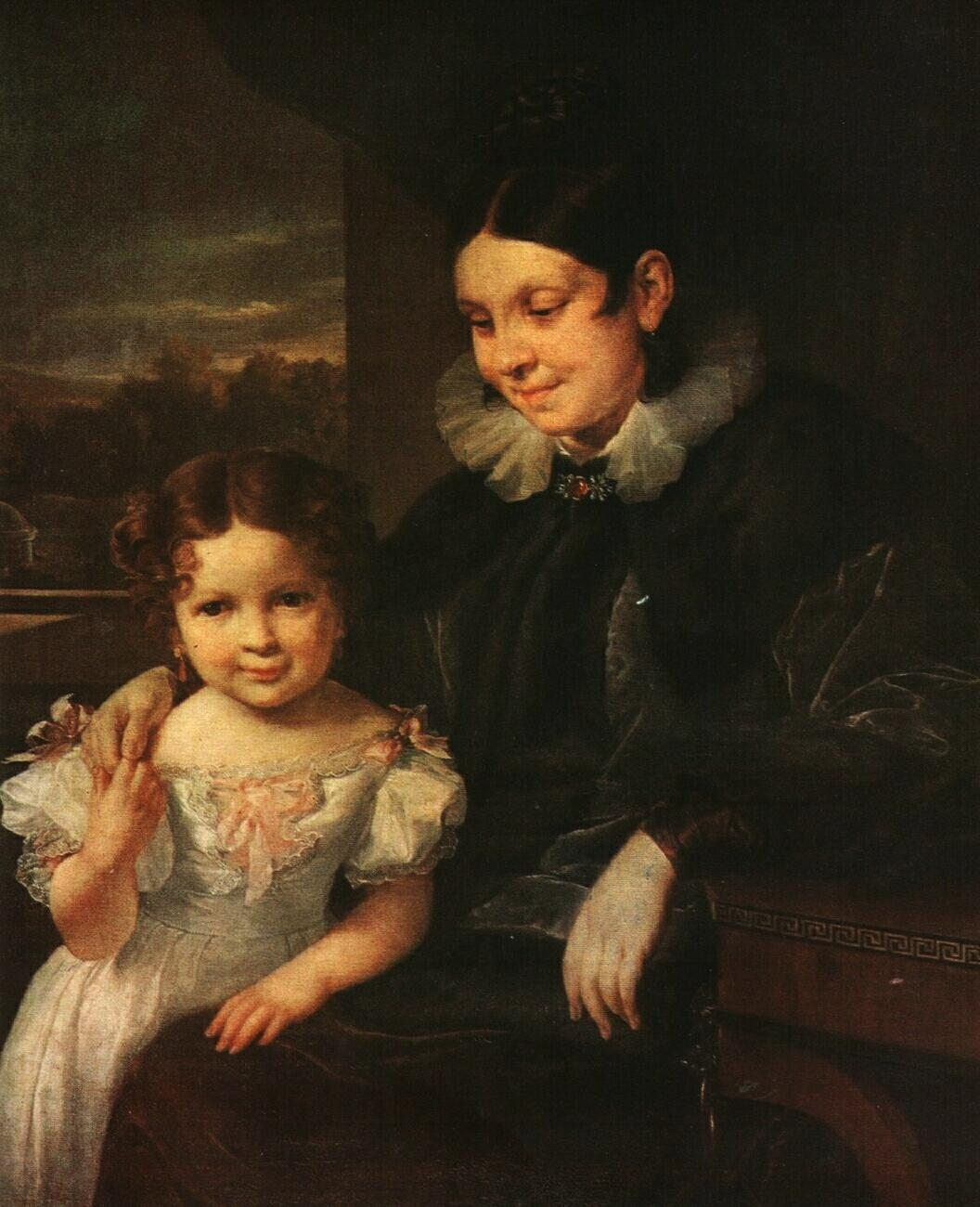
Варвара Ивановна Ершова (1797–1847), с дочерью Екатериной. 1831 г.
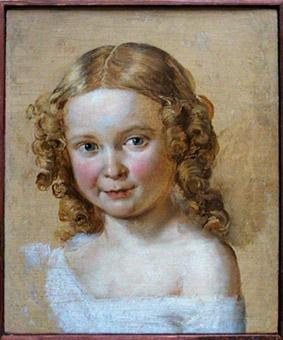
дочь В. И. Ершовой. 1831 г.

В 1804 году при устройстве Смоленской гимназии, он выделил на её нужды 10 тысяч рублей. В 1820 году его избрали почётным смотрителем Дорогобужского уездного училища, которому он подарил двухэтажный дом и пожертвовал значительные суммы.
В своих имениях он построил целый ряд церквей: в Алексине — каменная во имя Архистратига Михаила (1794), в Озерище — каменная двухэтажная, в верхней церкви — престол в честь Успения Богоматери, в нижней — престол во имя Сергия Радонежского (1814), в Неелове — деревянная в честь Тихвинской иконы Божией Матери (1796). В Николо-Погорелом каменная в честь первого и второго Обретения главы Иоанна Предтечи (1802) церковь была построена как усыпальница для его отца И. С. Барышникова; проектировал это одно из лучших произведений русского классицизма М. Ф. Казаков, барельефы были выполнены Ф. Шубиным (к сожалению, усыпальница была уничтожена в 1941 году).